# Электрострикция
Электростри́кция (ср. магнитострикция) — это свойство всех непроводников, или диэлектриков, приводящее к изменению их размеров и формы при приложении к ним электрического поля.

## Объяснение явления
Электрострикцией обладают все диэлектрики. Это свойство проявляется ввиду малого перемещения ионов в кристаллической решётке при воздействии внешнего электрического поля. Положительно заряженные ионы вытесняются в направлении поля, тогда как негативно заряженные ионы вытесняются в противоположном направлении. Это вытеснение постепенно накапливается во всей толще вещества и приводит к общей деформации (удлинению) тела в направлении поля. Толщина вещества уменьшается в ортогональных направлениях, подчиняясь коэффициенту Пуассона. Все изолирующие вещества, состоящие из более, чем одного типа атомов, проявляют ионные свойства до определённой степени из-за разницы в электроотрицательности атомов, а значит будут проявлять электрострикцию.
Итоговая величина механической деформации (степень деформации по отношению к исходным размерам) пропорциональна квадрату поляризации. Изменение направления поля не изменяет направление деформации.
Формально, электрострикционный коэффициент — это тензор четвёртого ранга ({\displaystyle Q_{ijlk}}), зависящий от механического напряжения (тензор второго ранга {\displaystyle x_{ij}}) и поляризации (тензоры первого ранга {\displaystyle P_{k}}, {\displaystyle P_{l}}).
{\displaystyle x_{ij}=Q_{ijkl}\times P_{k}\times P_{l}}
Связанный с электрострикцией пьезоэффект существует лишь у части диэлектриков. Электрострикция существует в кристаллах со всеми видами симметрии, тогда как пьезоэффект характерен лишь для двадцати кристаллографических точечных групп симметрии.
Связь между деформацией и электрическим полем является квадратичной. Линейная связь между деформацией и электрическим полем наблюдается в пьезоэлектриках.

## Вещества
Все диэлектрики обладают электрострикцией в той или иной мере. Несмотря на это, ряд специально проектируемых керамических веществ, получивших название сегнетоэлектрические релаксоры, обладает необычайно высокими значениями электрострикции. Наиболее широкое применение получили следующие вещества:
- магнониобат свинца (PMN)
- магнониобат-титанат свинца (PMN-PT)
- цирконат-титанат свинца, легированный лантаном (PLZT)